# Acroscyphella iwatsukii
Acroscyphella iwatsukii là một loài rêu trong họ Balantiopsaceae. Loài này được N. Kitag. N. Kitag. & Grolle mô tả khoa học đầu tiên năm 1985.